# Khát nước lớn
Khát nước lớn (danh pháp hai phần: Clamator glandarius) là một loài chim thuộc họ Cu cu. Nó là một loài chim nhập cư vào mùa hè phổ biến rộng rãi về phía đông nam và tây Nam Âu và Tây Á, và mùa đông ở châu Phi. Nó là một loài đẻ nhờ vào tổ của loài chim khác corvidae (đặc biệt là ác là), và chim sáo đá.
Loài này là hơi lớn hơn cu cu thông thường với chiều dài 35–39 cm, nhưng có vẻ lớn hơn nhiều với đôi cánh rộng và đuôi dài và hẹp.

## Hình ảnh

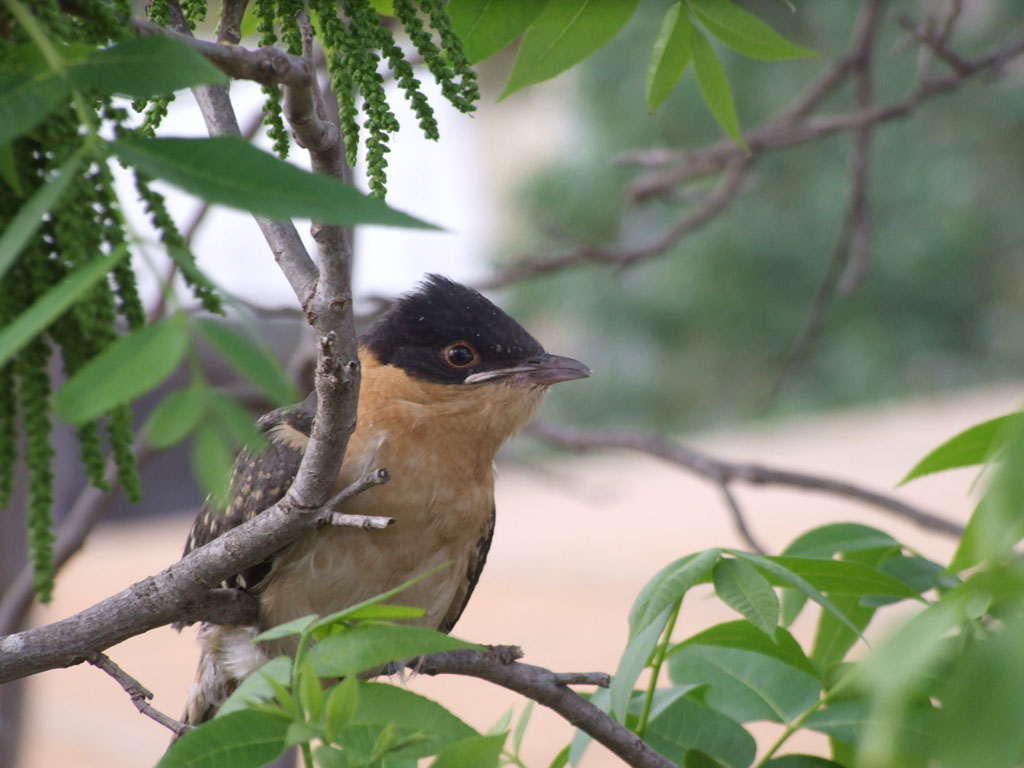
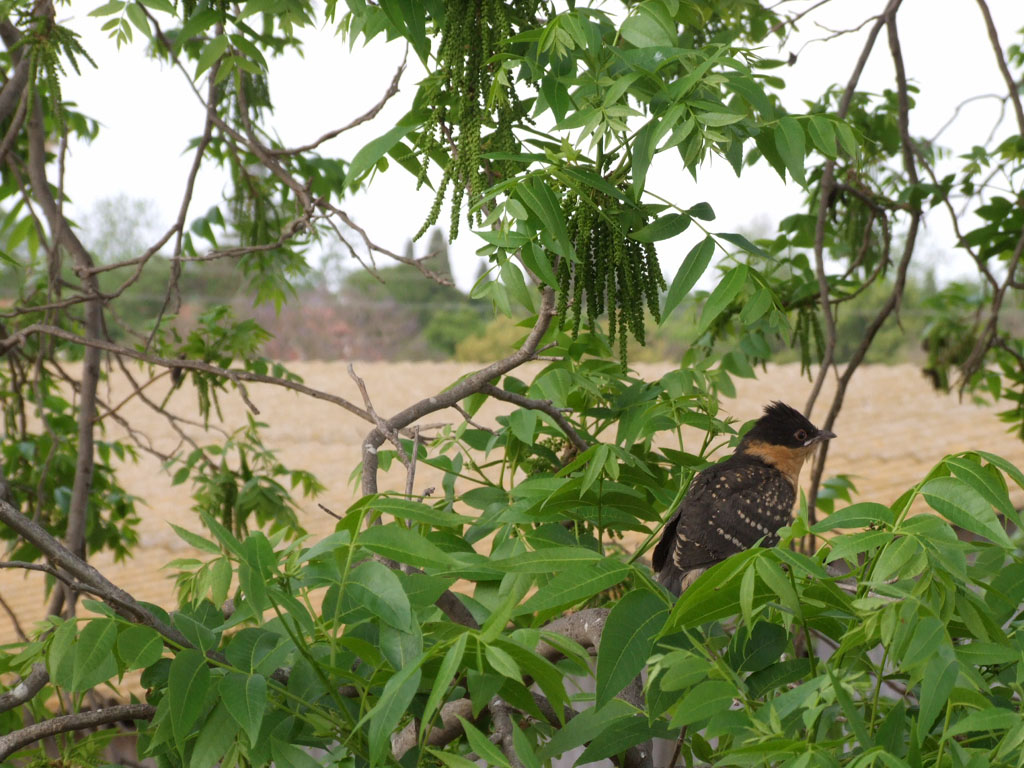
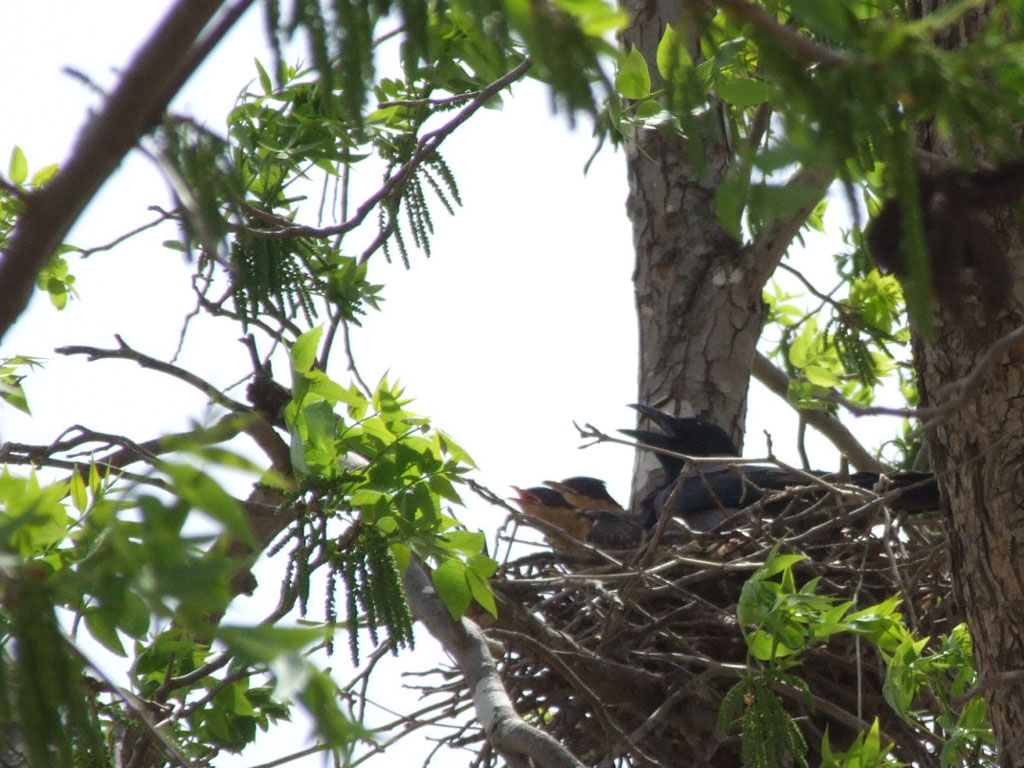
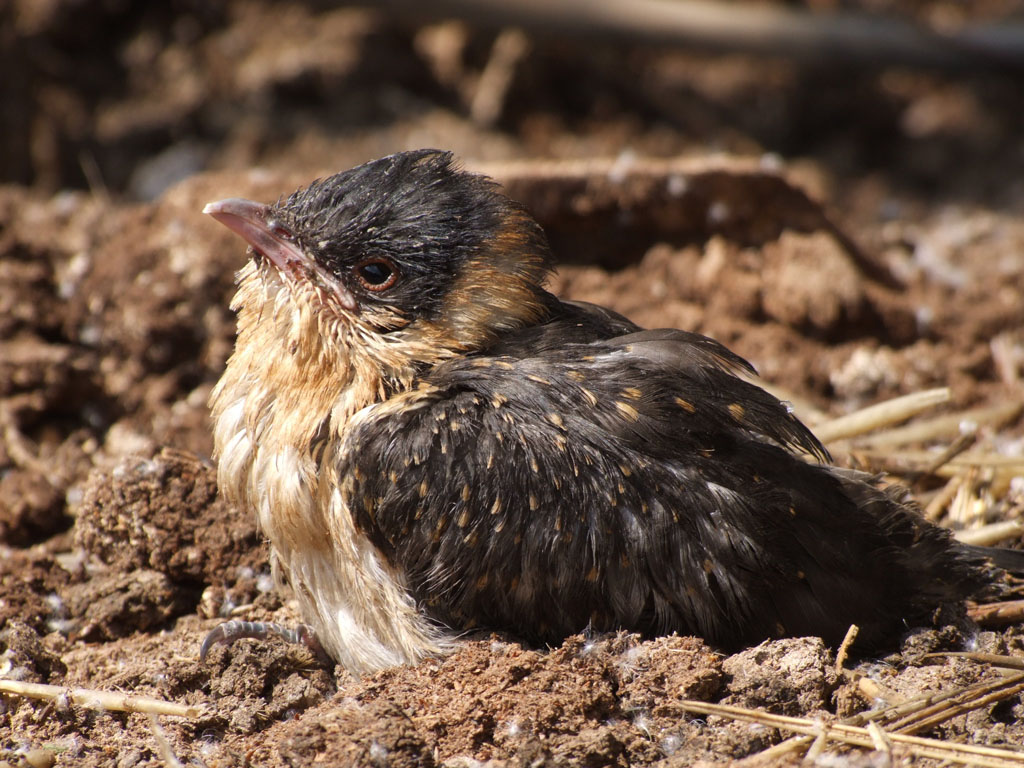
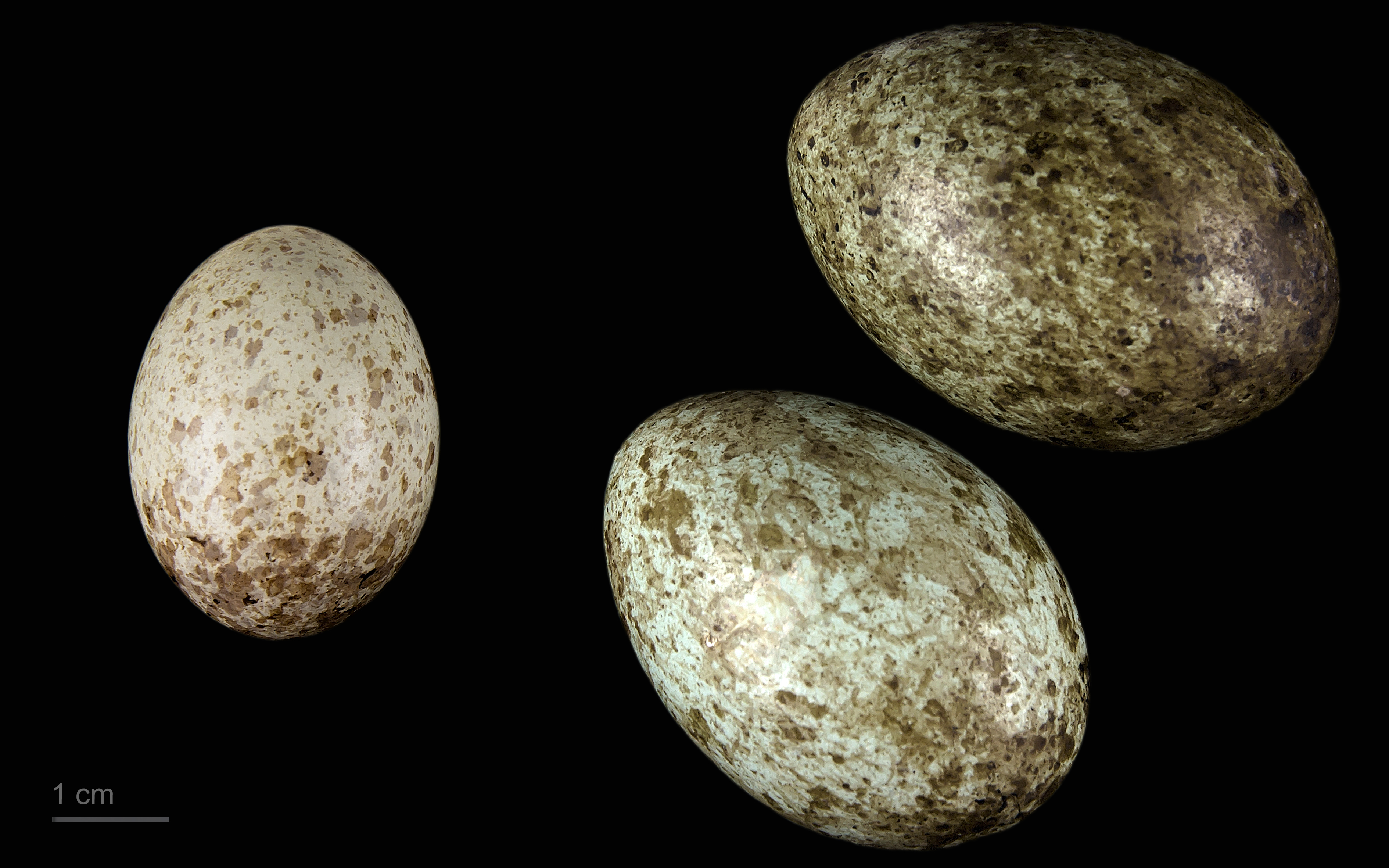
Clamator glandarius + Corvus cornix